# Élections sénatoriales de 2020 en Guyane
Les élections sénatoriales en Guyane ont lieu le dimanche 27 septembre 2020. Elles ont pour but d'élire les sénateurs représentant le département au Sénat pour un mandat de six années.

## Contexte départemental
Lors des élections sénatoriales de 2014 en Guyane, deux sénateurs ont été élus : Antoine Karam et Georges Patient.
Depuis, tous les effectifs du collège électoral des grands électeurs ont été renouvelés, avec les élections territoriales de 2015, les élections législatives de 2017 et les élections municipales de 2020.

## Sénateurs sortants
| Sénateur | Sénateur        | Parti | Fonctions lors de l'élection en 2014 |
| -------- | --------------- | ----- | ------------------------------------ |
|          | Antoine Karam   | PSG   | Conseiller général                   |
|          | Georges Patient | GR    | Maire de Mana                        |

## Présentation des candidats et des suppléants
Les nouveaux représentants sont élus pour une législature de 6 ans au suffrage universel indirect par les 477 grands électeurs du département. En Guyane, les sénateurs sont élus au scrutin majoritaire à deux tours. Leur nombre reste inchangé, deux sénateurs sont à élire. Il y aura plusieurs candidats dans le département, chacun avec un suppléant.
| N°  | Candidats | Candidats                 | Parti | Principales fonctions                             |
| --- | --------- | ------------------------- | ----- | ------------------------------------------------- |
| T 1 |           | Rollin Bellony            | PSG   |                                                   |
| s 1 |           | Sandra Pardonipade        | GR    | Adjointe au maire de Matoury                      |
|     |           |                           |       |                                                   |
| T 2 |           | Steve Blacodon            | DVD   |                                                   |
| s 2 |           | Lorietta Carolina         | DVD   | Conseillère municipale de Saint-Laurent-du-Maroni |
|     |           |                           |       |                                                   |
| T 3 |           | Samuel Marie-Angélique    | DVD   |                                                   |
| s 3 |           | Fadila Ateni              | DVD   | Conseillère municipale d’Apatou                   |
|     |           |                           |       |                                                   |
| T 4 |           | Georges Patient           | GR    | Sénateur sortant                                  |
| s 4 |           | Valérie Linguet           | GR    | Conseillère municipale de Maripasoula             |
|     |           |                           |       |                                                   |
| T 5 |           | Marie-Laure Phinéra-Horth | NFG   | Maire de Cayenne                                  |
| s 5 |           | Auguste Richenel          | GR    | Adjoint au maire d'Apatou                         |
|     |           |                           |       |                                                   |
| T 6 |           | Eugénie Rézaire           | DVG   |                                                   |
| s 6 |           | Roger Aron                | DVG   | Conseiller municipal de Matoury                   |

## Résultats
| Candidats                | Candidats                 | Parti                    | Nuance                   | Premier tour | Premier tour | Second tour | Second tour |
| Candidats                | Candidats                 | Parti                    | Nuance                   | Voix         | %            | Voix        | %           |
| ------------------------ | ------------------------- | ------------------------ | ------------------------ | ------------ | ------------ | ----------- | ----------- |
|                          | Georges Patient           | GR                       | DVG                      | 271          | 53,98        |             |             |
|                          | Marie-Laure Phinéra-Horth | NFG                      | DVG                      | 201          | 40,04        | 234         | 47,27       |
|                          | Steve Blacodon            | SE                       | DVD                      | 156          | 31,08        | 195         | 39,39       |
|                          | Rollin Bellony            | PSG                      | DVG                      | 95           | 18,92        | 47          | 9,49        |
|                          | Eugénie Rézaire           | SE                       | DVG                      | 47           | 9,36         | 16          | 3,23        |
|                          | Samuel Marie-Angélique    | SE                       | DVD                      | 30           | 5,98         | 3           | 0,61        |
|                          |                           |                          |                          |              |              |             |             |
| Votes valides            | Votes valides             | Votes valides            | Votes valides            | 502          | 98,43        | 495         | 96,87       |
| Votes blancs             | Votes blancs              | Votes blancs             | Votes blancs             | 2            | 0,39         | 4           | 0,78        |
| Votes nuls               | Votes nuls                | Votes nuls               | Votes nuls               | 6            | 1,18         | 12          | 2,35        |
| Total                    | Total                     | Total                    | Total                    | 510          | 100          | 511         | 100         |
| Abstention               | Abstention                | Abstention               | Abstention               | 17           | 3,23         | 16          | 3,04        |
| Inscrits / participation | Inscrits / participation  | Inscrits / participation | Inscrits / participation | 527          | 96,77        | 527         | 96,96       |